# Kristálytükör (Csillagkapu)

## Ismertető
| Figyelem: Itt a Csillagkapu 1. évadjának cselekményét vagy a végkifejletet is olvashatod. |

Nyitó jelenetben a CSK-1 egy felderítő küldetésen van a P3X-562-n. A bolygó egy nagy sivatag teletűzdelve homokbuckákkal és furcsa, kék kristályokkal. A kép átvált hullámzó kékre, majd látjuk, amint O'Neill megérint egy ép kristályt és jó nagyot repül. Elájul, és egy O'Neill-másolat lép a helyébe.
A bázisra visszérve a csapat jelentést tesz. Mindenki észre veszi, hogy Jack zavaros, ezért Hammond tábornok kimenőt ad neki. Teal’c is menne vele, de nem lehet. Visszatér a házába. Ez az a ház, ahol feleségével Sara-val és a fiúkkal, Charlie-val lakott. Charlie apja fegyverével véletlenül lelőtte magát. Jack soha nem bocsátott meg magának, ezért Sara otthagyta. A kristály-Jack most visszamegy és beszél a Sara-val. A nő apjával éppen autót szerel és nagyon meglepődik Jack feltűnésén. O'Neill megkérdezi, hogy hol van Charlie. Erre Sara kiakad és berohan a házba. Aztán jön az após, aki behívja. Ezalatt Teal’c összebarátkozik a tévével. Érdekes világ. Ekkor beront a Daniel-Carter duó, és Teal’c fegyverére fáj a foguk. O’Neill 2 Charlie szobájában szembesül a ténnyel, hogy ő meghalt. Aztán emlékképek jönnek, meg az após, aki egész jó fej, de ha Jack még egyszer megbántja a lányát, akkor elő kerül a jó öreg sörétes puska.
Teal'c eközben a bázison szétlövi a kristályokat, hogy Carter elemezni tudja. Rá is jön, hogy a kristályokat a Goa’uldok lőtték szét, mert egyezik a fegyver okozta nyom. A kristály O'Neill és Sara eközben beszélgetnek a múltról. Daniel ezalatt az ép kristályt bámulja, amikor az elkezd átalakulni, és megjelenik Daniel arca kristályból. Carter nem hisz neki, ő is odahajol. Most Carter-arcot ölt, és a hangján segítségért kiált.
Külső aktiválás, nem tervezett utazó. Nincs kint egy csapat sem, szóval azonnali készültség lesz úrrá. A kapun O'Neill jön át. Senki nem hisz neki ezért őrizetbe veszik. A kristály és Sara eközben egy parkban beszélnek Charlietól. Jack elkezd rázkódni, és minivillámok cikáznak a testén. Sara beviszi a kórházba. Fraiser bebizonyítja, hogy O’Neill az igazi O’Neill. Megmutatják neki videón, hogy egy másik O’Neill is van a Földön. Carter szerint a kristály csinálta ezt.
Kiderül, hogy a Földön levő kristályok gyengébbek, a bolygón levők talán képesek lehetnek lemásolni másokat is. Carter megint beszél a kristállyal. Megtudjuk, hogy egyszer Goa’uldok jártak náluk. Az egyik megérintett egy kristályt, aminek az energiája megölte. Ekkor gyűjtötték őket egy kupacba és lőtték szét a nagy részét. arter is hoz egy rossz hírt: a kristály energiája elkezdett bomlani, és radioaktív lett. Ez még nem veszélyes, de a másik O’Neill erősebb kristály, a környezetét hamar Csernobillá változtathatja.
Teal'c és az igazi Jack elindulnak megkeresni a másolatot. Mielőtt elindult a régi családi fotókat nézegette, úgyhogy egyből Sara-hoz indulnak. A másolat feléled a kórházban és vissza akar menni a kapuhoz. Ekkor megint roham tör rá és kiégnek az elektromos eszközök. Ekkor ér oda "mentő-csapat" és lekapcsolnak mindent.
A kristály szelíden azt mondja, hogy menjenek hátrébb, mert újabb rohama lesz. Jack és Teal'c maradnak. A robbanáskor hátrarepülnek, de így a sugárzás csökken. tartalék generátor is bekapcsol, már látunk is valamit. O’Neill megkérdezi a klónt, hogy mért jött ide. Amikor a bolygón ellökte Jacket, meg akarta gyógyítani, nehogy megölje a többi kristály. Rájött, hogy Jackben a Charlie miatt érzett fájdalom nagyobb, mint amit ő okozott, ezért azon akart segíteni azzal, hogy visszahozza.
Ekkor felveszi Charlie alakját és elmondja, hogy nem változtathat azon, ami megtörtént. Jack elmegy Sarahoz az új-Charlieval. Utolsó jelenetként O’Neill átmegy a kristály Charlieval a bolygóra.

## Érdekességek
- Amikor a kristály Jack kinyitotta a valódi Jack személyes dobozát, a képek vízszintesen voltak benne. Miután a kivett gyűrűt visszatette, már 90 fokkal balra elforgatva voltak benne a fényképek.
- A Csillagkapu: Atlantisz negyedik évadjának negyedik részében, a A hasonmásban egy hasonló kristály-alapú életforma támadja meg John Sheppard-öt.
- Az igazi Jack érkezésekor a parancsnokság fogott egy azonosítójelet, holott a hangokból és a fényekből egyértelműen látszik, hogy a féregjárat még nem nyílt meg.
- Ebben a részben Jack azt állítja, hogy ő hagyta el Sara-t, de az Az Istenek gyermekei című részben már azt mondja, hogy Sara költözött el és hagyta el Jack legelső útja alatt.

## Külső hivatkozások
- Stargate Wiki link (angolul)